# Очеретный, Николай Михайлович
Николай Михайлович Очеретный (1896, Подольская губерния — 5 августа 1944) — военный лётчик, участник Великой Отечественной войны, командир авиационной дивизии, полковник.

## Биография
Родился в 1896 году в селе Коло-Михайловка ныне Винницкого района Винницкой области, Украина. Украинец. В Русской императорской армии в 1914—1917 годах, после учебной команды в городе Ковно (1914) младший унтер-офицер. Участник 1-й мировой войны, наводчик артиллерийского орудия артиллерийской бригады на Западном фронте. В 1914—1917 годах находился в плену в Германии.
В Красной Армии с 1918 года. Окончил Высшую автобронетанковую школу в Москве (1920). В Гражданскую войну командовал бронепоездом на Восточном фронте (г. Иркутск 1920—1921). С 1922 стажер-летнаб авиационной эскадрильи, летчик-наблюдатель и комиссар авиационной эскадрильи. Прошёл повторные курсы комсостава в Ростове-на-Дону (1923). Авиационные курсы усовершенствования командного состава в городе Пушкин (1926). Окончил 3-я школу летчиков и летнабов в г. Оренбург (1929). В 1932 году назначен командиром-комиссаром отдельного авиационного отряда в городе Конотоп. Окончил Качинскую авиашколу (1935). С 1938 года инспектор авиации Осоавиахима СССР в Москве. С ноября 1940 года — заместитель командира 50-й авиационной дивизии ДБА ПриВО.
В Великую Отечественную войну с ноября 1941 года командир 134-й бомбардировочной дивизии 46-й армии Закавказского фронта. В марте 1942 года дивизия переформирована в 113-ю авиационную дивизию дальнего действия, а полковник Очеретный стал её командиром.
Основные усилия дивизии (совместно с другими родами авиации и видами вооруженных сил) сосредотачивали на поддержке наземных войск, уничтожении живой силы и боевой техники противника на глубину 20-30 км. 113-я аддд действовала преимущественно на уничтожении военно-морских баз, аэродромов, военно-промышленных и других объектов в глубоком тылу противника.
Из боевой характеристики: «Полковник Очеретный Н. М. командовал 113-й авиационной дивизией дальнего действия со дня её создания. Она вошла в ночную боевую работу оперативно быстро и с малыми потерями. В этом несомненная заслуга её командира. Летал на самолетах Р-5, И-15, ДБ-3Ф. Общий налет 770 часов. Умело организует летную работу. В боевой работе смел».
С декабря 1943 года заместитель командира 132-й бомбардировочной авиационной дивизии в составе 5-й воздушной армии Северо-Кавказского фронта. Её части совершали воздушные операции по поражению группировок врага, разрушению с помощью авиационных бомбовых ударов различных объектов в битве за Днепр, в Корсунь-Шевченковской, Ясско-Кишиневской (начало) наступательной операциях.
В основе тактики частей бомбардировочной дивизии были массированные налеты на объекты в тылу неприятеля, бомбовые удары с разных направлений через определенные промежутки времени. За высокое боевое мастерство её летного состава дивизии было присвоено звание «гвардейская», а Н. М. Очеретный был награждён орденом Красного Знамени.
05 августа 1944 года умер от тяжелого заболевания. Похоронен в селе Кривлин Голобского п/с Ковельского района Волынской области. 
В 1950 году перезахоронен на братском кладбище в посёлке Голобы.

## Награды
Награждён орденами Красного Знамени, Красной Звезды, медалями.

## Память
В ГБОУ СПО колледж городского хозяйства № 64 (115407, Москва, ул. Судостроительная, д. 48) создан Музей боевой славы 113-й Краснознамённой Ленинградской бомбардировочной авиационной дивизии дальнего действия резерва Верховного Главного командования Сайт Музея